# NCSA Mosaic

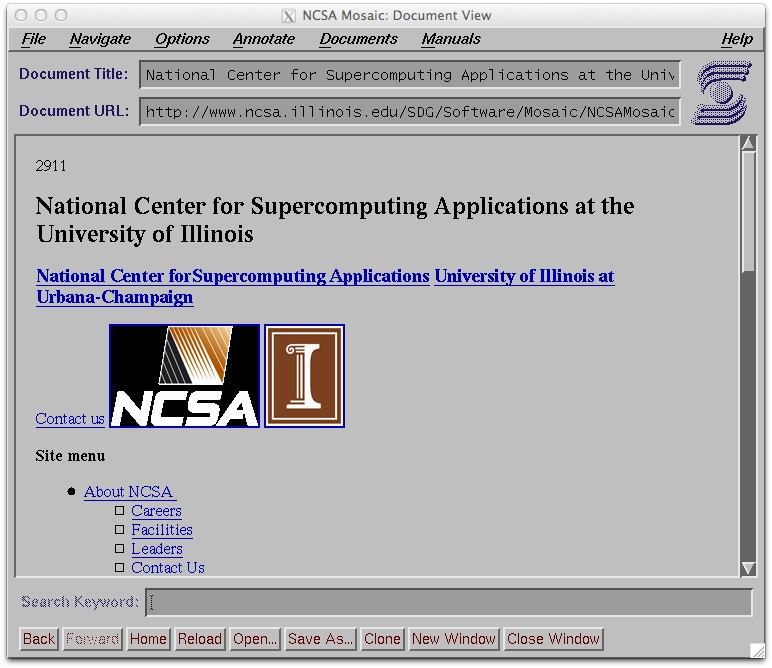
NCSA Mosaicブラウザのスクリーンショット

NCSA Mosaic（エヌシーエスエー・モザイク）は、米国立スーパーコンピュータ応用研究所 (NCSA) から、1993年にリリースされたウェブブラウザ。

## 概要
欧州原子核研究機構 (CERN) が World Wide Web (WWW) の利用を解放した年である1993年に、イリノイ大学の米国立スーパーコンピュータ応用研究所 (NCSA) に所属するマーク・アンドリーセンらが、革新的な Webブラウザである NCSA Mosaic を開発・リリースした。NCSA Mosaic は、テキストと画像を同一のウインドウ内に混在して表示させることができる最初のウェブブラウザである。それ以前のウェブブラウザにおいては、テキストと画像は別ウインドウに表示されていた。
なお通信プロトコルとしてはHTTP以外にFTP、NNTP、Gopherにも対応している。従ってウェブブラウザ以外にFTPクライアントやネットニュースリーダーの機能も持っていた。
NCSA Mosaic は、新たな諸機能を実現し、また、同時期に全米科学財団ネットワーク (NSFnet) の商用利用が解禁されたことも追い風となり、一般社会におけるインターネット普及の基礎を築いた。NCSA Mosaic リリース直後の日本（インターネットが民間に先行して大学や国の研究機関などで普及）においては、ウェブを閲覧することを「Mosaic する」などと言っていた。

## NCSA Mosaic の系譜
開発に携わったマーク・アンドリーセンらは、シリコングラフィックス社の創立者ジム・クラークとともにモザイク・コミュニケーションズ社（後のネットスケープコミュニケーションズ社）を立ち上げ、Netscape Navigator（Beta 版では Mosaic Navigator）を開発する。
その後、NCSA は Mosaic のマスターライセンスをスパイグラス社に与え、さらにスパイグラス社からライセンスを受けたマイクロソフト社は、Mosaic のコードを元に Internet Explorer を開発した。